# 淡路恵子
淡路 恵子（あわじ けいこ、本名：井田 綾子（いだ あやこ）、1933年（昭和8年）7月17日 - 2014年（平成26年）1月11日）は、日本の女優。

## 来歴
1933年（昭和8年）、東京・品川に生まれる。家は二階建ての借家だった。父は大日本帝国海軍の軍人だったが、胸を患って海軍省を辞め自宅療養していた。母は助産婦。
集団疎開先の富山県から一時荏原に戻った時、激しい空襲に遭った。そのため茨城県の母の親戚の所へ疎開に行き、田舎暮らしを体験。
府立第八高等女学校（現・東京都立八潮高等学校）を受験、合格する。13歳の時、終戦の翌夏父親が他界。「女医にしたい」という母の願いをよそに、淡路はSKD（松竹歌劇団）に合格、卒業まであと数か月だったが第八高女を退学した。
1948年に松竹歌劇団の養成学校である松竹音楽舞踊学校に4期生として入学。
1949年（昭和24年）、入団前の学校生時に黒澤明監督より抜擢され、『野良犬』で舞台より早くスクリーンデビュー。
1950年（昭和25年）、松竹歌劇団に入団。草笛光子、深草笙子と組んで「スリーパールズ」と呼ばれ、歌に踊りに大活躍。1952年（昭和27年）、準幹部に昇進。

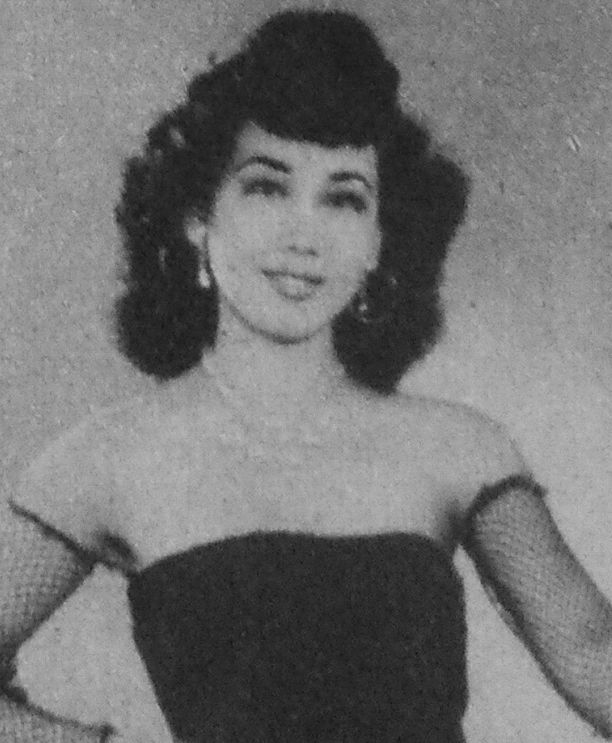
SKD（1951年）

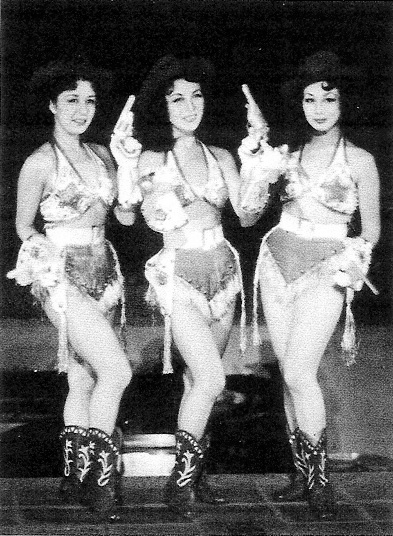
松竹歌劇団のユニット「スリー・パールズ」。左から草笛光子、深草笙子、右が淡路（1952年）。

1953年（昭和28年）からは多くの松竹映画に出演。主演したメロドラマ『この世の花』は続編、続々編と大ヒットしたため完結編まで全10部作となった。1954年（昭和29年）にはマーク・ロブソン監督に見出され、パラマウント映画『トコリの橋』に出演。
1957年（昭和32年）に出演した『太夫さんより・女体は哀しく』と『下町』の演技でブルーリボン賞の助演女優賞を受賞。
1960年代（昭和35年）には『駅前シリーズ』や『社長シリーズ』にレギュラー出演した。
テレビドラマでは、1961年（昭和36年）に『若い季節』に女社長役で主演。1963年（昭和38年）には越路吹雪、岸田今日子、横山道代との四姉妹役で出演した『男嫌い』が数々の流行語を生み出す話題作になった。
1987年（昭和62年）『男はつらいよ 知床慕情』で結婚引退後から20年ぶりに女優復帰して、マスコミからの復帰インタビューにも撮影所で喫煙しながら応じていた。
2011年（平成23年）7月に、波瀾万丈の芸能人生60年を振り返った『凛として、ひとり〜弱かった自分が強くなれた瞬間』（実業之日本社）を出版した。
2014年（平成26年）1月11日17時24分、食道がんのため東京都港区の病院で死去した。80歳没。食道がんに関しては投薬により治療していた。また直腸がんの手術も成功していたが、2013年（平成25年）9月以降食事を受け付けなくなり、徐々に体力が落ちていき、所属事務所の社長の話によれば、2014年1月9日に会ってから容体が急変したという。戒名は「宝珠院淡路日恵清大姉」。東京・青山葬儀所で通夜告別式が営まれ、松竹歌劇団の一期後輩でもあり仲良しの旧友でもあった草笛や後輩の宝田明、プライベートで可愛がられていた浅田美代子、小堺一機、爆笑問題、はるな愛など約300人が21日の通夜に参列し、22日の告別式には淡路と60年来の大親友であったデヴィ・スカルノ、後輩の高橋英樹、中尾ミエ、綾戸智恵、栗原類など約150人が参列し別れを惜しんだ。

## エピソード
交友関係
- 宝塚歌劇の娘役スターであった淡島千景に憧れて、芸名を淡路にしたという。淡島のことは「お姉ちゃま」と呼んで慕っており、『駅前シリーズ』など多くの映画や舞台「毒薬と老嬢」で共演している。また、プライベートでも大変親交が深く実妹の様に可愛がられ、淡島の親族・関係者と共に臨終にも立ち会った。淡島に初めて会ったのは1949年（昭和24年）で、日劇で宝塚歌劇を初めて見て淡島に感激したことがきっかけだった。学校をサボって4日間通い続け、どうしても淡島に会いたくなり、楽屋に入りたいがために淡島の妹だと嘘をついた。淡島との初共演作の『美貌と罪』（1953年、松竹）では姉妹役が実現した。
- 恵子の名は『野良犬』出演の際、黒澤明監督に付けて貰っている。
- 『野良犬』の撮影中、三船敏郎には「男の子みたいだから」と“ボクちゃん”という愛称で呼ばれ、可愛がってもらったという（その後淡路は俳優仲間などから、本名が由来である“イダ子”という愛称で呼ばれていた）。淡路と三船は1987年、淡路の女優復帰作『男はつらいよ 知床慕情』で、喧嘩友達から恋仲となる中年の男女を演じ、好評を博した。
- 1954年11月、映画『風と共に去りぬ』などで知られる俳優のクラーク・ゲーブルが来日した時に、彼に会っている。
- 越路吹雪とは生前、プライベートでも大変仲がよくて大親友であり、越路が亡くなった際には死化粧を行った。後輩の山本陽子も親友の1人であった。
- 堺正章とは堺が子供の頃、父親の堺駿二と共に散歩しているところに遭遇していたことを公言している。

愛煙家
- 17歳の頃から喫煙を始め、一日に3箱のたばこを吸うほどのヘビースモーカーである。
- パーラメントのライト100（ハンドレッド）を愛飲しており、「たばこは私の6本目の指」と公言している。
- 神奈川県や兵庫県の受動喫煙防止条例について、「鬼の首をとったように、たばこだけをとやかく言うのはおかしい」と批判した。
- 同じく喫煙者であるすぎやまこういちと話した際、「肺がんになれば納得。他のがんだったら許さない」と2人で大笑いしていたが、皮肉にも淡路自身は喫煙と因果関係が深い食道がんを患い、死去に至った。
- 芸能界有数の喫煙姿が絵になる人として、バラエティ番組等で紹介されることもある。

ゲーマー
芸能界屈指のゲーマーで、中でも大のドラゴンクエスト好きであり、第1作目からやっている。お気に入りは『ドラゴンクエスト8』。後にレギュラー出演することになる『アウト×デラックス』に初めて出演した際には「ドラクエは裏切らない」と発言している。借金返済のため必死に働き看病を続けた末病気から回復した萬屋錦之介に浮気が発覚し、離婚したストレス発散のためドラクエをやり出したとも言われる。また、ファイナルファンタジーについてはキャラの下手な声優の声が出るのが自分の夢を壊すので嫌いだった。『火曜サプライズSP』出演の際には後発の『ファイナルファンタジー6』込みでDAIGOに熱く語り、VTRを早送りされたほどである。携帯電話の機種変更の際にはドラゴンクエストの序曲を着信音にするほど熱中している。また地方の公演の際には携帯ゲーム機だけではなく大型の家庭用ゲーム機をホテルに持ち込んでプレイをしている。同シリーズは新作が発売されるまでのスパンが長いこともあり、「一遍にやっては勿体無い」という思いから、ラストダンジョンの前で一度プレイを止め、主人公の名前を違うものに変えて最初からやり直す、ということを何十回と繰り返すという。ゲームデザイナーの堀井雄二に「早く3年ごとくらいに作ってくれないと、私、死んじゃう」と懇願したこともある。同シリーズ9作品目に関して、プラットフォームが携帯機に移行したことと、セーブデータが1つしか作れないため、上記のような再プレイに際してその前の古いデータを残しておけない（結局、同じソフトを買い足した）ことなどから、不満を持っているが、プレイ時間は300時間を超えサブロムも所有し、食道ガンと直腸ガンで入院していた際にも『IX』を持ちこんでいたほどである。『ドラゴンクエスト10』は、インターネットで繋げて遊ぶことから「不特定多数の人と繋がるだなんて嫌」と発言し、その画面上に「あくまでも個人の感想です」というテロップが表示されるほど批判しているが、今作品の為にインターネットを自身で接続している事を述べている。仕事のない日には3日ほど徹夜で遊び続けるほどやり込んでいる。また、同じRPGでも、『ファイナルファンタジー』は主人公が喋ってしまうという点で好きではなく、「喋るまではやっていた」と語っている。また『桃太郎伝説』もプレイしていたことがある。
病院嫌い
亡くなった際の所属事務所の社長の証言として、四男出産以降40年ほど病院に通っていなかったことが明らかになった。

## 家族・親族
父は海軍の軍人だった。母は茨城県久慈浜の網元の娘。母は、道楽者の結婚相手に愛想を尽かして子供2人を連れて東京に出て助産婦を始めた時、父と知り合い再婚した。13と11違いの兄が2人いる。
淡路は20歳のときにフィリピン人歌手ビンボー・ダナオ（Bimbo Danao）と結婚。彼のショーを見に行って人に紹介された。ビンボー・ダナオは本国に妻と4人の娘がいて、またカトリック信者であり、その妻と離婚ができなかった。そのために入籍はしておらず事実婚であった。淡路によれば「私、結婚に対してなんの夢もなきゃ、婚姻届を出すとかそんなことも知らなかったの。“好きだ、好きだ”って彼が言って、私が家を建てたらやって来て、お互いに好きだから一緒にいただけ。一緒にいるから結婚だと思っていたくらい（笑い）」という。
長男の島英津夫と次男（一般人のため非公表）を出産。2児の母となるが、ダナオの度重なる浮気が原因で1965年に離婚（ダナオは1967年に腺肉腫で死去）。1966年に中村錦之助（後に萬屋錦之介と改名）と再婚し、女優業を引退、三男・四男を出産した。しかし、錦之介の個人事務所である中村プロが13億円もの莫大な負債を抱え倒産。重症筋無力症で倒れた錦之介を献身的に看病するが、豪邸を売却し貯金も尽きた淡路は、錦之介を看病しながら生活費を稼ぐため、一時期は六本木でクラブの雇われママも経験した。淡路の友人であった甲にしきとの不倫問題などで1987年に離婚。
1990年に三男で元俳優の小川晃廣がバイク事故で死亡。2004年には素行不良に手を焼いていた四男で元俳優の萬屋吉之亮（本名：井田哲史）が恵子の自宅に侵入、金品を物色中に通報で駆けつけた警視庁麻布警察署署員に、住居侵入などの疑いで逮捕・連行され、ワイドショーや女性週刊誌で話題となる。愛想を尽かした恵子は厳罰を求めて吉之亮を告訴、懲役6か月の実刑となった。しかも彼はこの時、別の窃盗罪で執行猶予期間中だった（懲役1年6月・執行猶予3年）ため、前犯と合算され、懲役2年の実刑となった。2010年6月18日、四男の吉之亮が自宅マンションで死亡しているのが発見された。自殺と見られている。なお、亡くなった三男には娘(淡路の孫)がおり、自分も男ばかりじゃなく娘が欲しかったと語っていた。

## 出演

### 映画
- 野良犬（1949年）
- 夏子の冒険（1953年）
- 新東京行進曲（1953年）
- 君の名は（1953年）
- 君の名は 第二部（1953年）
- 求婚三人娘 (1954年)
- この世の花 第一部慕情の巻（1955年）
- この世の花 第二部悲恋の巻（1955年）
- この世の花 第三部開花の巻（1955年）
- トコリの橋（1955年）
- 太夫さんより 女体は哀しく（1957年）
- 大安吉日（1957年）
- 美貌の都（1957年）
- 三十六人の乗客（1957年）
- 青い山脈（1957年）
- 弥次喜多道中記（1958年）
- 喜劇 駅前旅館（1958年）
- 銭形平次捕物控 鬼火燈籠（1958年）
- 社長太平記（1959年）
- 続・社長太平記（1959年）
- 或る剣豪の生涯 (1959年)
- 女が階段を上る時（1960年）
- 珍品堂主人（1960年）
- 娘・妻・母（1960年）
- 社長道中記（1961年）
- 妻として女として（1961年）
- 続・社長道中記（1961年）
- 喜劇 駅前団地（1961年）
- アッちゃんのベビーギャング（1961年）
- ベビーギャングとお姐ちゃん（1961年）
- 喜劇 駅前弁当（1961年）
- 如何なる星の下に（1962年）
- 喜劇 駅前温泉（1962年）
- 私と私（1962年）
- 若い季節（1962年）
- 忠臣蔵 花の巻・雪の巻（1962年）
- 喜劇 駅前飯店（1962年）
- 社長漫遊記（1963年）
- 続・社長漫遊記（1963年）
- クレージー作戦 先手必勝（1963年）
- 台所太平記（1963年）
- 喜劇 駅前茶釜（1963年）
- 日本一の色男（1963年）
- 新・夫婦善哉（1963年）

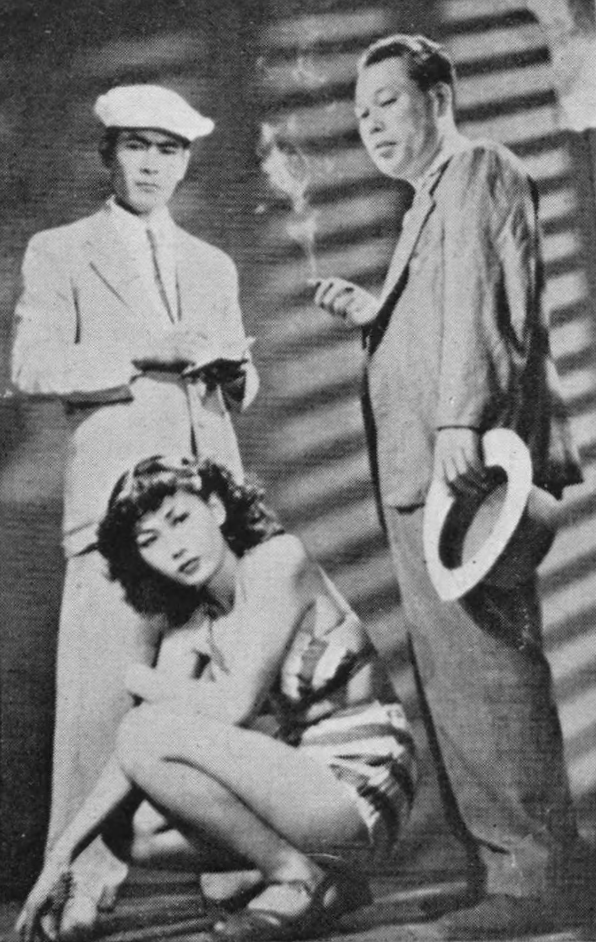
『野良犬』（1949年）

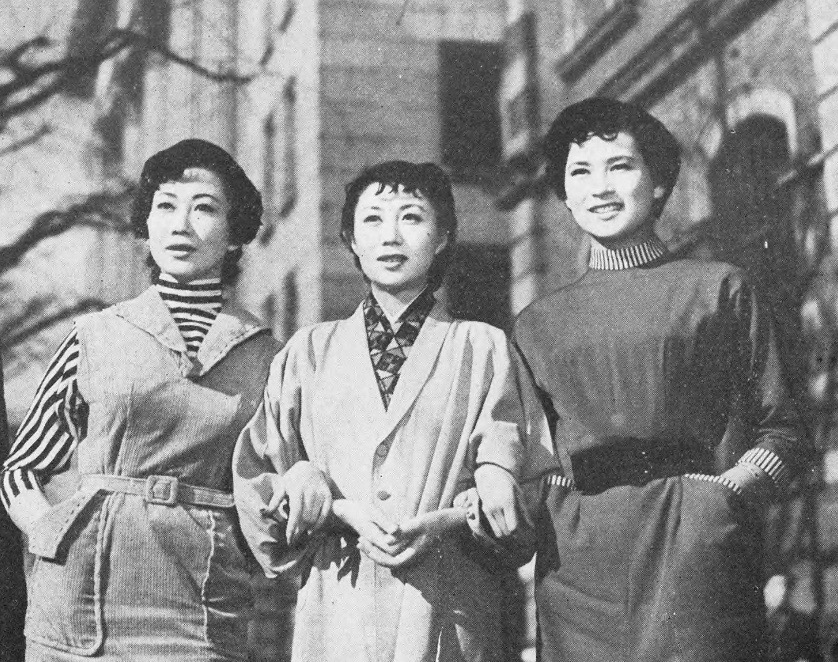
『求婚三人娘』（1954年）

- クレージー作戦 くたばれ!無責任（1963年）
- 香港クレージー作戦（1963年）
- 喜劇 駅前女将（1964年）
- 男嫌い（1964年）
- ミスター・ジャイアンツ 勝利の旗（1964年）
- 続・若い季節（1964年）
- 無責任遊侠伝（1964年）
- 兵隊やくざ（1965年）
- 喜劇 駅前金融（1965年）
- 四谷怪談（1965年）
- 花のお江戸の法界坊（1965年）
- 喜劇 駅前大学（1965年）
- 花と龍（1965年）
- 続花と龍 洞海湾の決闘（1966年）
- 喜劇 駅前弁天（1966年）
- 喜劇 駅前漫画（1966年）
- 丹下左膳 飛燕居合斬り（1966年）
- 父子草（1967年）
- 男はつらいよ 知床慕情（1987年）
- ダウンタウン・ヒーローズ（1988年）
- 男はつらいよ 寅次郎心の旅路（1989年）
- 女帝 春日局（1990年）
- 香港パラダイス（1990年）
- 日本一短い「母」への手紙（1995年）
- 必殺! 三味線屋・勇次（1999年） - みね 役
- 狗神（2001年） - 土居克子 役
- ぷりてぃ・ウーマン（2002年）
- 油断大敵（2003年）
- ベロニカは死ぬことにした（2006年）
- やじきた道中 てれすこ（2007年） - おさん 役
- ハードロマンチッカー（2011年11月）
- ラーメン侍（2012年）
- 四十九日のレシピ（2013年）※遺作

ほか、多数

### テレビドラマ
- てんてん娘（1956年 - 1957年、KRT）
- この情報を買ってくれ（1959年、フジテレビ）
- パノラマ劇場（1960年、NHK総合）
- 吾輩は猫である（1961年、NHK総合）
- 若い季節（1961年 - 1964年、NHK総合）※本編の映像は現存しないが、メイキング映像が現存する
- 男嫌い（1963年、日本テレビ）
- 鋳型[30]（1963年、NHK総合）※映像が現存する
- 破れ傘刀舟悪人狩り（1977年、NET）
- 避暑地の猫（1988年9月1日 - 9月22日、テレビ朝日）
- 夢に見た日々（1989年10月19日 - 12月21日、テレビ朝日） - 陽子
- 火の用心（1990年、日本テレビ）
- 世にも奇妙な物語 「40年」（1991年、フジテレビ） - 中根晶子
- セールスレディは何を見た 第11話「わが子が家出! 新たなる旅立ち」（1993年、テレビ朝日）
- 花王 愛の劇場（TBS）
  - 年上でもいいじゃない（1993年）
  - あした家族になあれ（1995年）
  - 再婚トランプ（1998年） - 小杉静江
- いばらの償い（2000年、毎日放送）
- 京都迷宮案内 第3シリーズ 第8話「欲望の三姉妹! 京漬物に隠された真実!!」（2001年、テレビ朝日）
- 茂七の事件簿 ふしぎ草紙（2001年 - 2003年、NHK総合）
- はるちゃん5（2001年、東海テレビ）
- 火曜サスペンス劇場（日本テレビ）
  - 女弁護士・高林鮎子29・フレッシュひたち17号の偽証（2001年）
  - 女監察医・室生亜季子32・院外感染（2003年）
  - 検事・霞夕子（2003年）
  - 軽井沢ミステリー（2003年）
  - うさぎと亀〜桜の樹の下で〜（2003年）
  - 通いの天使 介護ヘルパー田野倉滋子（2004年） - 花岡らん子
- 大河ドラマ『武蔵 MUSASHI』（2003年、NHK総合）
- 人面瘡（2003年、TBS）
- 月曜ミステリー劇場 （TBS）
  - 女タクシードライバーの事件日誌（2003年）
  - カードGメン・小早川茜8（2005年） - 川島由香里
- 土曜ワイド劇場（テレビ朝日）
  - 家政婦は見た!（2004年）
  - 神父・草場一平の推理（2004年）
  - タクシードライバーの推理日誌（2007年）
- 光とともに… 〜自閉症児を抱えて〜（2004年、日本テレビ）
- 妻の卒業式（2004年、NHK総合）
- どんまい!（2005年、NHK総合）
- 河井継之助 駆け抜けた蒼龍（2005年、日本テレビ） - 貞子
- たったひとつの恋（2006年、日本テレビ）
- 慶次郎縁側日記3 第3話「三姉妹」（2006年10月26日、NHK総合） - おこと
- 月曜ゴールデン（TBS）
  - 弁護士高見沢響子8（2006年） - 宮島志津枝
  - 万引きGメン・二階堂雪（2006年） - 芝山初枝
- キッパリ!（2007年1月29日 - 4月13日、中部日本放送）- 立木琴江
- 新・はんなり菊太郎〜京・公事宿事件帳〜 第4話「黒猫の婆」（2007年2月1日、NHK総合） - お里
- 金曜プレステージ（フジテレビ）
  - 浅見光彦シリーズ（2007年2月2日） - 美紗緒
  - 平岩弓枝作家50年記念・嫁の座（2009年5月29日）
- 病院のチカラ〜星空ホスピタル〜（2007年4月14日、NHK総合）
- 水戸黄門 第37部 第15話「三下り半は御免蒙る・宮古」（2007年、TBS）
- テレサ・テン物語（2007年6月2日、テレビ朝日）
- 水曜ミステリー9（テレビ東京）
  - 銀座高級クラブママ青山みゆき3（2008年） - 和泉みつ
  - 湯けむりドクター華岡万里子の温泉事件簿6（2012年） - 升川幸代
  - 刑事長（2013年） - 安永ふみ
- いじめられっ子のチャンピオンベルト（2008年、TBS） - 内藤ツヤ
- 恋のから騒ぎ 〜Love Stories V〜「金星から来た女」（2008年10月10日、日本テレビ）
- オトコマエ!（2009年、NHK総合） - お種
- 離婚同居（2010年、NHK総合） - 田島寿美子
- フェイク 京都美術事件絵巻（2011年、NHK総合） - 宮部小百合
- 誰（タレ）よりも君を愛す!（2011年、テレビ静岡） - 宇那木崎子

### 舞台
- 「カナリヤ」（1997年2月1日 - 13日、東京国際フォーラム・ホールCこけら落とし） - 西条八十の母親役
- 「40カラット」（1998年2月4日 - 2月12日、天王洲アイルアートスフィア、2001年、三生社公演） - モード・スタンリー役
- 劇団NLT公演「毒薬と老嬢」（2002年5月8日 - 19日、2004年5月21日 - 30日、博品館劇場 他多数公演） - マーサ役（客演）
- 「TWINS〜二人のライザ〜（2003年、サンシャイン劇場・新神戸オリエンタル劇場） - ジュディ・ガーランド役
- 「ナイル殺人事件」（2004年11月18日 - 28日、ル テアトル銀座）
- シアター21「ヴァローニュの夜-ドン・ジュアンと7人の女たち」（2004年7月10日 - 18日、紀伊國屋サザンシアター、ピッコロシアター） - 公爵夫人役
- 音楽ドラマ「チャイコフスキー〜わが心の旅〜」（2007年8月3日 - 5日、日生劇場） - ファニー（家庭教師）役
- 「マウストラップ〜ねずみとり〜」（2007年11月1日 - 4日、博品館劇場）
- ありがとうと言いたくて〜椿山課長の七日間〜（2009年9月9日 - 23日、三越劇場） - 特別出演
- 石川さゆり特別公演「長崎ぶらぶら節」（2010年7月2日 - 30日、明治座）
- 石川さゆり特別公演 「貞奴 世界を翔る」（2012年3月14日 - 4月10日、明治座）

### テレビ一般
- サタデーナイトショー（テレビ東京）明石家さんまと共に司会
- 快傑熟女!心配ご無用（TBS）
- 壮絶バトル花の芸能界14 羊頭狗肉! 初春の乱（日本テレビ）
- 嵐を呼ぶあぶない熟女（2012年1月10日 - 不定期、TBS）
- 爆報! THE フライデー（TBS）
- 5時に夢中!（2012年 - 2013年、TOKYO MX） - 金曜月1コメンテーター
- アウト×デラックス（フジテレビ）[31]

### CM・広告
- 森永製菓「ハイクラウン」[32]（1964年 - ）※ 初代イメージキャラクター
- アーウィン女性探偵社 -「スペシャルアドバイザー」を兼ねる女性専用の探偵・興信所。

### オーディオコメンタリー
- DVD『無責任遊侠伝』（2006年12月15日、東宝ビデオ）
  - 音声特典として収録されている、副音声のオーディオコメンタリーを担当。同作に限らず、出演した他のクレージー映画や東宝作品について、『野良犬』出演のいきさつ、淡島千景との出会い、『トコリの橋』出演時にハリウッドに誘われていたものの断念したこと、『若い季節』『男嫌い』（それぞれテレビドラマ版・映画版とも）について、早世した三男との『ダウンタウン・ヒーローズ』での共演時のエピソードなど、幅広く語っている（聞き手：佐藤利明）。なお、同作のDVDは、DVD-BOX『クレージーキャッツ 大作戦ボックス』中の1枚としても発売されている。

## 著書
- 凛として、ひとり〜弱かった自分が強くなれた瞬間（2011年・実業之日本社）ISBN 978-4-408-10898-8
- 死ぬ前に言っとこ（2014年・廣済堂出版、聞き手：小田豊二。淡路の没後に出版）ISBN 978-4-331-51814-4

## 演じた女優
- 秋野暢子（2015年1月23日「赤と黒のゲキジョー」　天国からの遺言状〜亡き淡路恵子の声が聞こえる 独占！初公開！初告白！心の叫びをつづった日記 闘病195日の真実〜、フジテレビ）